# シャーリーン・ウォン
シャーリーン・ウォン（Charlene Wong、1966年3月4日 - ）は、カナダの女性フィギュアスケート選手で現在はフィギュアスケートコーチ。1988年カルガリーオリンピック女子シングルカナダ代表。

## 経歴
モントリオールに生まれ3歳でスケートを始めた。1980-1981年の世界ジュニア選手権では10位。翌1981-1982年シーズンよりシニアに参戦し、NHK杯では3位となった。1983年カナダ選手権で2位となり、1983年世界選手権の代表に初選出されたが12位に終わった。
1987-1988年シーズン、カナダ選手権でエリザベス・マンリーに次ぐ2位となり地元カナダ開催のカルガリーオリンピック代表にエリザベス・マンリーとともに選出された。オリンピックでは、コンパルソリーフィギュアで18位と大きく出遅れ、ショートプログラム、フリースケーティングで巻き返したものの13位に終わった。
1989-1990年シーズンをもってアマチュアを引退し、プロスケーターとして長らく活動。現在はフィギュアスケートコーチとして活動し、長洲未来を指導していた。
現在アメリカで生徒を指導している。

## 主な戦績
| 大会/年       | 1980-81 | 1981-82 | 1982-83 | 1983-84 | 1984-85 | 1985-86 | 1986-87 | 1987-88 | 1988-89 | 1989-90 |
| ------------- | ------- | ------- | ------- | ------- | ------- | ------- | ------- | ------- | ------- | ------- |
| オリンピック  |         |         |         |         |         |         |         | 13      |         |         |
| 世界選手権    |         |         | 12      |         |         |         |         | 17      | 16      |         |
| カナダ選手権  |         |         | 2       |         | 3       |         |         | 2       | 2       | 2       |
| NHK杯         |         | 3       |         |         |         | 7       |         |         |         |         |
| 世界Jr.選手権 | 10      |         |         |         |         |         |         |         |         |         |